# 탄산 무수화효소
탄산무수화효소(炭酸無水化酵素, 영어: carbonic anhydrase) 또는 탄산탈수효소(炭酸脫水酵素, 영어: carbonate dehydratase)는 이산화 탄소와 물 및 탄산의 해리된 이온(즉, 중탄산염 및 수소 이온) 사이의 상호전환(H2CO3 ⇄ CO2 + H2O)을 촉매하는 효소군(群)이다. 대부분의 탄산무수화효소의 활성 부위에는 아연 이온(Zn2+)이 포함되어 있다. 따라서 탄산무수화효소는 금속효소로 분류된다. 이 효소는 산-염기의 균형을 유지하고 이산화 탄소의 운반을 돕는다.

## 같이 보기
- 분해효소
- 탈수효소
- 중탄산염